# Liste du patrimoine culturel immatériel de l'humanité à Malte
Cet article recense les pratiques inscrites au patrimoine culturel immatériel à Malte.

## Statistiques
Malte ratifie la convention pour la sauvegarde du patrimoine culturel immatériel le 13 avril 2017. La première pratique protégée est inscrite en 2020.
En 2023, Malte compte 3 éléments inscrits au patrimoine culturel immatériel, sur la liste représentative.

## Listes

### Liste représentative
Les éléments suivants sont inscrits sur la liste représentative du patrimoine culturel immatériel de l'humanité :
| Élément                                                               | Type                                                                                                 | Subdivision | Année | Lien  | Notes | Illus. |
| --------------------------------------------------------------------- | --- | ----------- | ----- | ----- | ----- | ------ |
| Le ftira, art culinaire et culture du pain plat au levain à Malte     | savoir-faire liés à l’artisanat traditionnel pratiques sociales, rituels et événements festifs       |             | 2020  | 01580 |       |        |
| Le L-Għana (en), une tradition du chant populaire maltais             | arts du spectacle pratiques sociales, rituels et événements festifs traditions et expressions orales |             | 2020  | 01681 |       |        |
| La festa villageoise maltaise, une célébration communautaire annuelle | arts du spectacle pratiques sociales, rituels et événements festifs                                  |             | 2023  | 01871 |       |        |

### Patrimoine immatériel nécessitant une sauvegarde urgente
Malte ne compte aucun élément listé sur la liste du patrimoine immatériel nécessitant une sauvegarde urgente.

### Registre des meilleures pratiques de sauvegarde
Malte ne compte aucune pratique listée au registre des meilleures pratiques de sauvegarde.